# Elvis’ Christmas Album
Elvis’ Christmas Album – czwarty album nagrany przez Elvisa Presleya, wydany przez wydawnictwo RCA Victor. Album posiada numer katalogowy LPM 1951 i został wprowadzony na rynek w październiku 1957. Nagrano go w studio Radio Recorders w Hollywood. W późniejszych latach był wielokrotnie wznawiany, w szczególności w czasie świąt Bożego Narodzenia. Album spędził cztery tygodnie na pierwszym miejscu na liście przebojów Billboard 200 i był pierwszym z dwóch albumów bożonarodzeniowych nagranych przez Presleya (drugim jest Elvis Sings the Wonderful World of Christmas, wydany na początku lat 70). Do tej pory jest jednym z najlepiej sprzedających się albumów w kategorii albumów bożonarodzeniowych. Według amerykańskiego stowarzyszenia RIAA łączna liczba sprzedanych egzemplarzy wynosi ponad 9 milionów.

## Zawartość
Oryginalne wydanie z 1957 roku składało się z ośmiu kolęd i czterech utworów gospel, które były umieszczone wcześniej na minialbumie EP Peace in Valley (EPA 4054), płycie wydanej w marcu 1957, która osiągnęła pozycję numer 3 na liście Billboard 200 i pozycję 39 na Billboard Hot 100. W oryginalnym wydaniu na jednej jego stronie znajdował się zestaw świeckich piosenek bożonarodzeniowych, natomiast na drugiej – dwie tradycyjne kolędy oraz utwór gospel. Przypadkowo płyta Franka Sinatry A Jolly Christmas from Frank Sinatra, wydana zaledwie miesiąc wcześniej, posiadała dokładnie taki sam podział utworów na stronę religijną i świecką.

## Kontrowersje
Znany utwór w wykonaniu Binga Crosby’ego o tytule White Christmas, który pojawiał na liście Billboardu rokrocznie od 1942 do 1962, stał się przedmiotem sporu i kontrowersji. Autor tej piosenki Irving Berlin zażądał aby zarówno utwór jak i cała płyta została wycofana z odtwarzania przez rozgłośnie radiowe. Stało się tak po usłyszeniu przez kompozytora nowej wersji tego utworu w wykonaniu Elvisa Presleya. Irving Berlin nazwał takie wykonanie „profanacją i parodią cenionych świątecznych standardów”, po czym zażądał od swoich podwładnych w Nowym Jorku aby zatelefonowali do każdej rozgłośni w Ameryce, z nakazem zaprzestania odtwarzania tej wersji jego utworu. Większość rozgłośni zignorowała kompozytora, jednakże przynajmniej jeden prezenter został zwolniony za odtwarzanie tej płyty a niektóre rozgłośnie w Kanadzie prośbę autora spełniły. Te kontrowersje wzmogły popularność albumu.

## Skład
- Elvis Presley – śpiew, gitara, pianino
- Scotty Moore – gitara
- Gordon Stoker – pianino, chórki
- Dudley Brooks – pianino
- Hoyt Hawkins – organy
- Marvin Hughes – pianino
- Bill Black – gitara basowa
- D.J. Fontana – perkusja
- Millie Kirkham – chórki
- The Jordanaires – chórki

## Lista utworów
| Strona A | Strona A                           | Strona A                           | Strona A |
| Nr       | Tytuł utworu                       | Tekst                              | Długość  |
| -------- | ---------------------------------- | ---------------------------------- | -------- |
| 1.       | „Santa Claus Is Back in Town”      | Jerry Leiber i Mike Stoller        | 2:22     |
| 2.       | „White Christmas”                  | Irving Berlin                      | 2:23     |
| 3.       | „Here Comes Santa Claus”           | Gene Autry i Oakley Haldeman       | 1:54     |
| 4.       | „I'll Be Home For Christmas”       | Kim Gannon, Walter Kent i Buck Ram | 1:53     |
| 5.       | „Blue Christmas”                   | Billy Hayes i Jay Johnson          | 2:07     |
| 6.       | „Santa Bring My Baby Back (To Me)” | Aaron Schroeder i Claude Demetrius | 1:54     |
|          |                                    |                                    | 12:33    |

| Strona B | Strona B                                     | Strona B                                             | Strona B |
| Nr       | Tytuł utworu                                 | Tekst                                                | Długość  |
| -------- | -------------------------------------------- | ---------------------------------------------------- | -------- |
| 1.       | „O Little Town of Bethlehem”                 | Phillips Brooks i Lewis Redner                       | 2:35     |
| 2.       | „Silent Night”                               | Joseph Mohr i Franz Xaver Gruber                     | 2:23     |
| 3.       | „(There'll Be) Peace in the Valley (For Me)” | Thomas A. Dorsey                                     | 3:22     |
| 4.       | „I Believe”                                  | Ervin Drake, Irvin Graham, Jimmy Shirl i Al Stillman | 2:05     |
| 5.       | „Take My Hand, Precious Lord”                | Thomas A. Dorsey                                     | 3:16     |
| 6.       | „It Is No Secret (What God Can Do)”          | Stuart Hamblen                                       | 3:53     |
|          |                                              |                                                      | 17:34    |